# Scott Motorcycle Company
La Scott Motorcycle Company fou una empresa britànica propietat de la societat Scott Motors (Saltaire) Limited de Shipley, West Yorkshire. Fundada per Alfred Angas Scott el 1908 com a Scott Engineering Company a Bradford, West Yorkshire, l'empresa fou una reconeguda productora de motocicletes i motors lleugers industrials. Es van produir motocicletes Scott fins al 1978.

## Història

### Desenvolupament
En un article publicat a la revista Motor Cycle el 1914, Alfred Scott escrivia que els motors de dos temps l'atreien perquè havia estudiat els motors marins d'alta velocitat de vapor i quan es fixava en els motors de benzina i els regulars cops de potència del cicle de dos temps (o "cicle de Day", com se l'anomenava de vegades pel nom de l'inventor Joseph Day) li semblaven preferibles al cop de potència en quatre del cicle d'Otto. Scott deia que aquesta atracció pels dos temps encara va augmentar en veure el fiable i excel·lent funcionament d'un motor d'aquesta mena dissenyat pel seu germà (A. F. Scott, enginyer mecànic) per a fer funcionar maquinària diversa al seu taller experimental.
Scott va fer els seus primers experiments amb els dos temps en un vaixell a motor, on va poder fer proves i obtenir "diagrames" sota condicions de treball. El seu primer intent de fer una motocicleta, el 1901, va ser ajustar un motor del seu propi disseny a una bicicleta Premier. Aquell motor, de dos cilindres d'acer amb "brides" de radiador d'alumini encongides, movia la roda anterior mitjançant fricció directa al pneumàtic. Scott va descriure el sistema d'accionament com a "inútil en mullat" i no va poder evitar que els cilindres es ratllessin. El seu següent motor tenia cilindres de ferro colat de 2 1/4" de diàmetre i, finalment, la transmissió era per mitjà de corretja fins a l'eix secundari de l'embragatge i, d'allà, per cadena fins a la roda posterior. Paral·lelament a això, va continuar treballant en un motor marí de 4" de diàmetre de quatre temps que lliurava 10 CV a 800 rpm, equipat amb una gran roda de fre refrigerada per aigua (un dinamòmetre). Tot registrant les lectures del fre i l'indicador, Scott va poder experimentar amb formes de port i de pistó i desenvolupar el pistó de "capçal corbat" (un deflector).

### La motocicleta de 1908

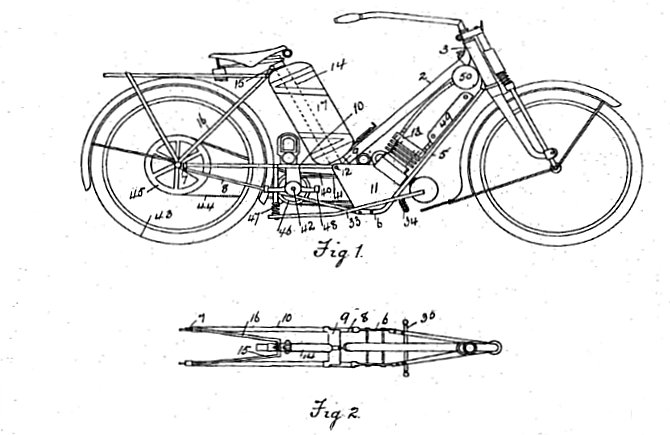
La motocicleta Scott de la patent GB190816564 de 1908

El 1904, Scott va dissenyar i patentar un motor vertical de dos temps i el 1908 va patentar també el conegut bastidor de la motocicleta Scott, dissenyat per a poder admetre un motor del tipus de l'anterior patent i per a aconseguir un centre de gravetat baix. La motocicleta resultant es va llançar el mateix 1908, amb un motor de dos cilindres de 450 cc de dos temps refrigerat per aigua. Les seves característiques innovadores incloïen una transmissió patentada de cadena de dues velocitats en què les relacions alternatives eren seleccionades mitjançant embragatges accionats per un pedal basculant i un pedal d'arrencada de peu que també va patentar.
La firma d'automòbils Jowett, amb seu a Bradford, va produir el 1908 unes primeres poques unitats de motocicletes amb el disseny de Scott. Poc després, Scott es va instal·lar com a fabricant per compte propi a la fàbrica de Mornington de Grosvenor Road, a Bradford.

### Èxits en competició
Tot i que les motos que produïa Scott es comercialitzaven com una mena de "cavall de rodes" de luxe per al "Cavaller Eduardià" (Edwardian Gentleman), l'èxit en competició proporcionava també una valuosa publicitat i les primeres motocicletes Scott eren tan potents que superaven sovint les motos de quatre temps de la mateixa cilindrada amb facilitat. Després de la victòria d'una Scott a la pujada de muntanya al Wass Bank el 1908, l'Auto-Cycle Union va afegir un hàndicap a les motos d'aquesta marca que obligava a multiplicar-ne la cilindrada per 1,32 a l'hora de participar-hi en competicions, cosa que, bàsicament, va donar lloc a una bona publicitat gratuïta per a Scott. El hàndicap es va aixecar tres anys després.

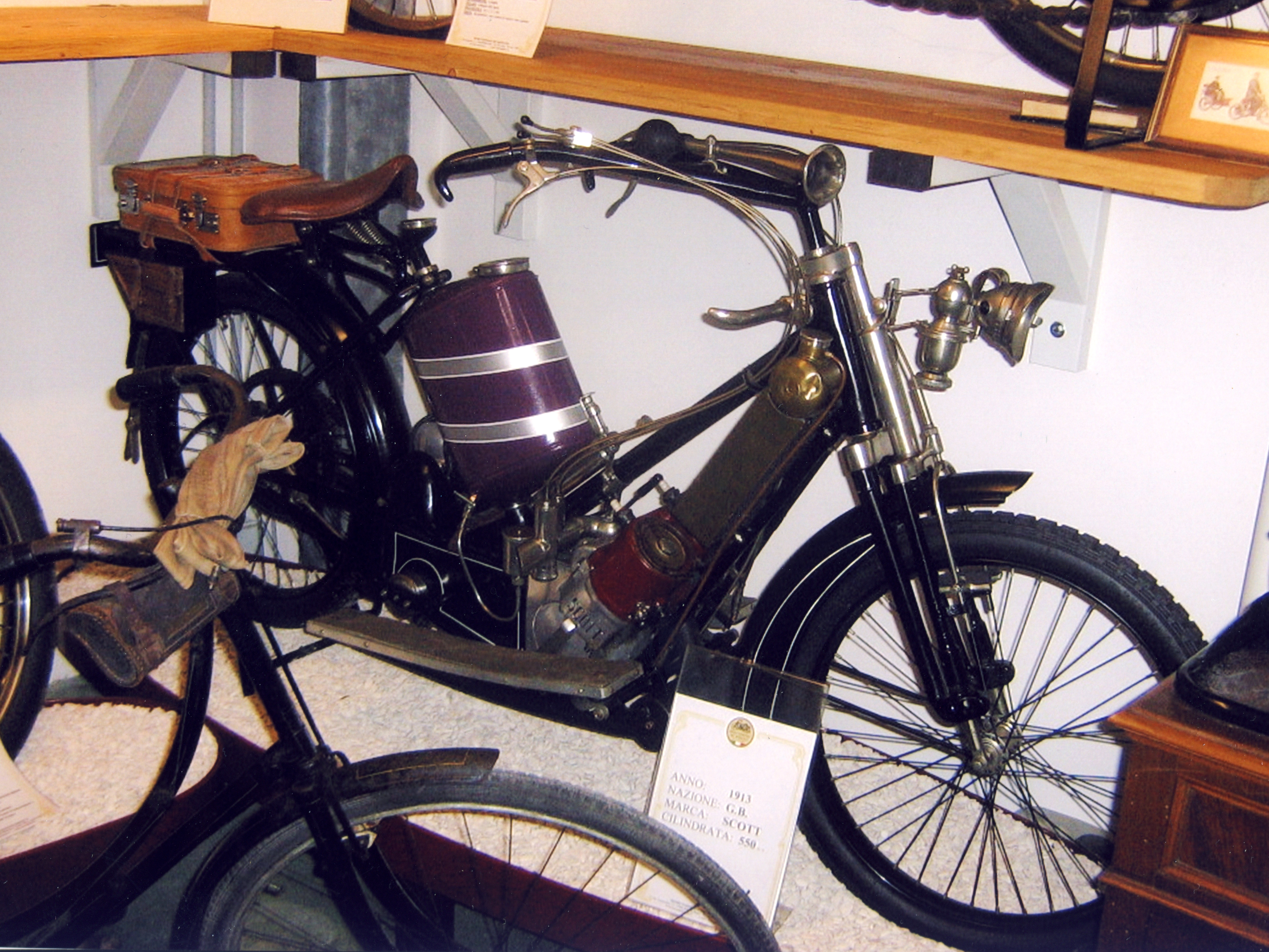
Una Scott 550 cc de 1913

Scott va fer diverses aparicions en competició al TT de l'Illa de Man entre el 1910 i el 1914 amb prototips especials per a les curses. El 1910, una Scott va ser la primera motocicleta de dos temps a completar un recorregut complet al circuit del TT en cursa i el 1911, una Scott pilotada per Frank Phillip va aconseguir el rècord de voltes al circuit a velocitat mitjana contínua, concretament a 80,6 km/h. Aquesta ratxa de victòries va continuar i les Scott varen ser les més ràpides els anys 1912, 1913 i 1914, a més d'assolir la victòria a la prova els anys 1912 i 1913.
Entre el 1911 i el 1914, les motos Scott per al Tourist Trophy empraren vàlvules rotatives per a controlar les fases d'entrada i transferència del cicle de dos temps. El 1911 es controlava el motor avançant o endarrerint el temps de la vàlvula i no per mitjà de l'accelerador. El 1912, Scott va tornar al control per mitjà de l'accelerador i va configurar les vàlvules rotatives amb transmissió d'engranatges fixa.

### Primera Guerra Mundial
El 1914, tres mesos després de l'esclat de la Primera Guerra Mundial, Scott va anunciar que havien obtingut un important contracte governamental i el llançament dels seus models de 1915 s'endarreriria. Això va suposar el final de la producció de motocicletes Scott civils durant la guerra.
Als qui s'allistaven com a voluntaris per a fer de missatgers a l'exèrcit britànic se'ls va permetre de fer servir les seves pròpies motocicletes (hi ha imatges de models de Scott en servei), però el 1914 l'exèrcit estipulava que les motos per als missatgers havien de tenir motors monocilíndrics de 3,5 CV o bé bicilíndrics oposats. Més endavant, a causa de la gestió dels recanvis, va caldre una regulació addicional per a la Força Expedicionària i Scott no figurava a la llista, però tot i així l'empresa es va comprometre a produir bateries mòbils de metralladores transportades en motocicleta i sidecar. Scott en va enviar 18 unitats en fase de prova al front a finals final de 1914.
Les unitats de metralladores mòbils constaven de tres motos Scott de 552 cc, una amb la metralladora (de la casa Vickers un cop es va desplegar el projecte a finals de 1914), una altra amb la munició i l'altra de recanvi. Enfield també va rebre l'encàrrec de produir la seva pròpia versió d'aquesta plataforma de metralladora mòbil, al seu cas amb motor JAP bicilíndric en V de 770 cc.

#### L'Scott Trial
El 1914, l'any en què esclatà la Gran Guerra, Alfred Scott va tenir una idea que acabà cristal·litzant durant la postguerra en una de les proves de motociclisme fora d'asfalt més famoses: l'Scott Trial. Creat com a entreteniment per als treballadors de la seva empresa, la prova s'anà consolidant i encara se celebra actualment als erms de Yorkshire. L'Scott Trial és, a més, l'antecessor directe d'una altra popular modalitat motociclista: el motocròs.

#### La sortida d'Alfred Scott
Durant la guerra, Alfred Scott havia desenvolupat un vehicle de tres rodes porta-metralladores que no va ser aprovat pels militars. Acabat el conflicte, el 1919, va abandonar la companyia que havia fundat per a desenvolupar aquest vehicle per a ús civil sota el nom de Scott Sociable. Malgrat que el projecte no va resultar tan reeixit com el de les seves motos, Alfred Scott no va tornar mai a la Scott Motorcycle Company (de fet, es va morir pocs anys més tard, el 1923, arran d'una pneumònia que va contraure al juliol mentre viatjava a Bradford amb el seu Scott Sociable descapotat, vestit amb roba d'espeleologia mullada).

### La Scott Squirrel

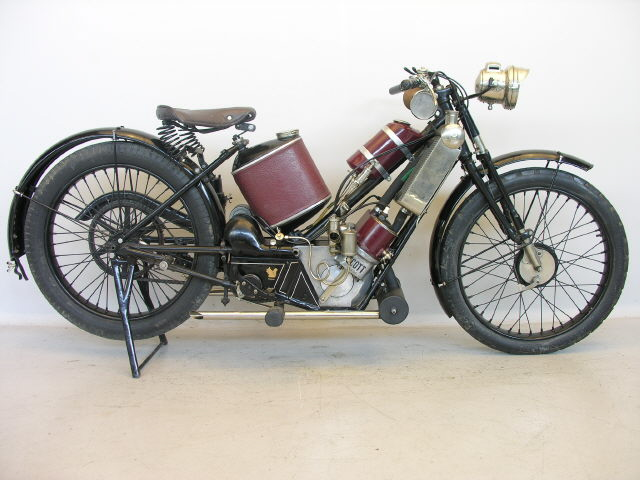
Scott Squirrel 486 cc de 1923

Acabada la guerra, ja sense el seu fundador, l'empresa va reiniciar la producció amb el model Standard Tourer de 532 cc i el 1922 va presentar la Squirrel ("esquirol"), el primer model esportiu per al gran públic de la marca. Aquesta moto tenia un motor de 486 cc -una mica reduït, doncs, per tal de situar-lo dins del límit de competició dels 500cc-, però tot i així, gràcies als pistons d'alumini i una preparació acurada lliurava encara més potència que la versió superior. A més, es va prescindir de molts accessoris pesats, com ara els reposapeus i protectors de cames que s'havien instal·lat als models de turisme, cosa que la convertia en una moto molt lleugera i competitiva. A aquest model va seguir-lo el Super Squirrel, amb un motor posteriorment revisat de 498 cc o 596 cc que va ser el pilar principal de la producció a mitjan dècada del 1920.
Tot i que mai van recuperar el rendiment d'abans de la guerra, les Scott van continuar competint amb èxit en esdeveniments esportius i van aconseguir, per exemple, el tercer i quart lloc al TT el 1922 i el tercer el 1924. A partir del 1923 es va oferir una caixa de canvis de tres velocitats amb embragatge convencional i, des d'aleshores, la moto va tenir un cert èxit en competicions de trial.

### Anys 30 i 40

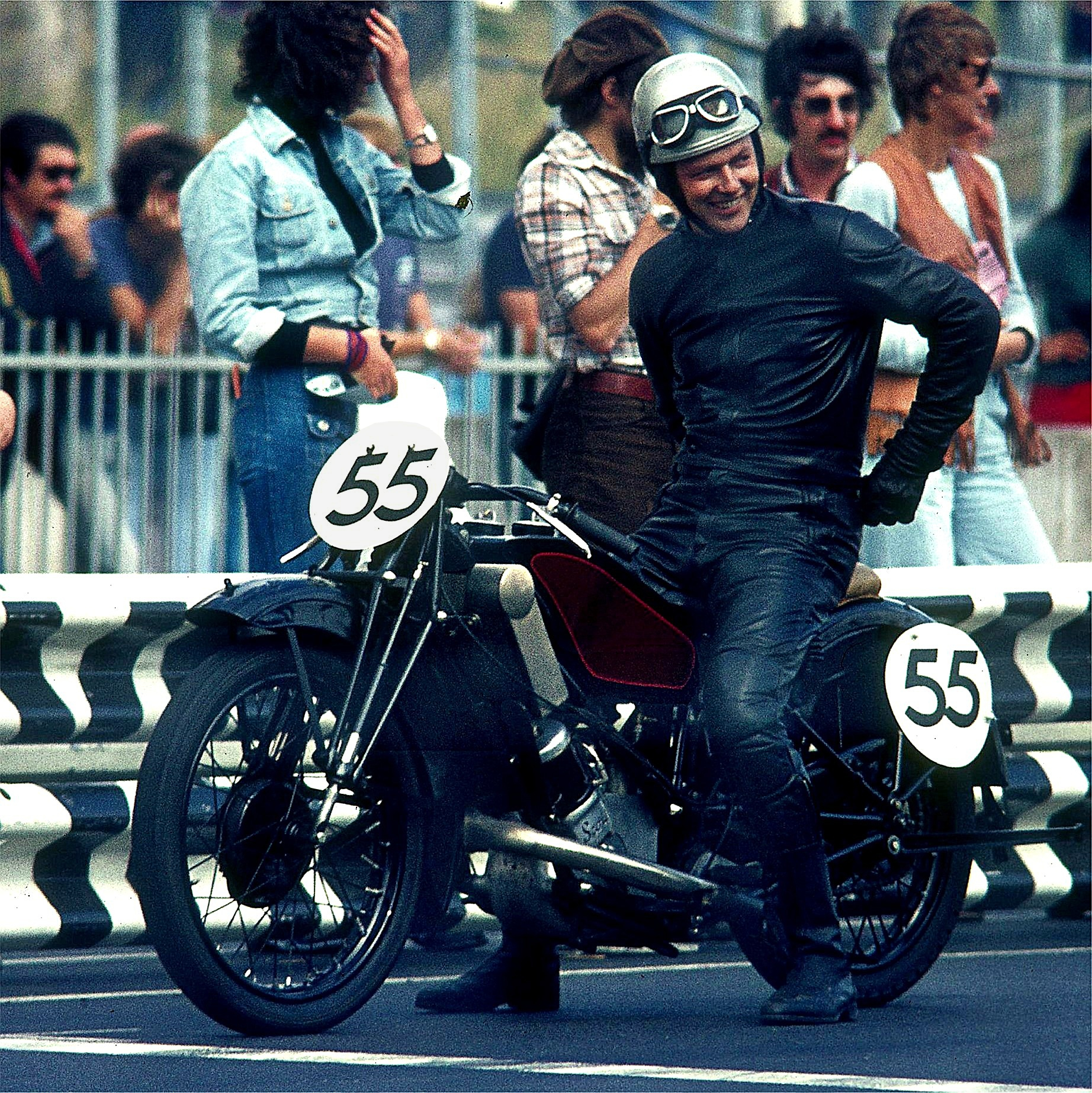
Una Scott TT-Replica 600 cc (ca. 1930) en una cursa "vintage" a Nürburgring el 1975

Durant la dècada del 1930, Scott va fabricar diversos motors estacionaris amb l'objectiu de recaptar fons després del descens de vendes de les motocicletes. Alguns d'aquests motors provenien d'unitats de motocicletes; el DSE, per exemple, era una versió refrigerada per aigua del Lightweight Squirrel i l'SE tenia les mateixes dimensions de diàmetre i carrera que els Flyers de carrera llarga (tot i que en dues unitats d'aquest motor s'ha descobert que no tenen la mateixa mida de diàmetre, 73 mm, sinó una mica més, 78 mm).
El motor estacionari PA, però, era diferent. Dissenyat per a complir amb els requisits establerts pel ministeri britànic del ram per a un generador elèctric portàtil per al canó antiaeri Bofors i el seu sistema de control Kerrison Predictor, es va produir durant la Segona Guerra Mundial, tant per Scott com pels seus antics socis Jowett.

 El PA estava refrigerat per aire, lubrificat per petroli i tenia un disseny d'escombrat de bucle amb dos ports de transferència principals oposats, complementats per un de tercer "impulsor" oposat a l'escapament. Aquesta configuració va ser patentada per Scott el 1939, però sovint es creu, erròniament, que és de l'època de la postguerra pel fet que va ser adoptat posteriorment per a nombrosos motors de motocicletes de competició i llanxes forabord després de la seva reinvenció, a finals de la dècada del 1950, pel fabricant de l'Alemanya Oriental MZ.
El 1935, Scott va llançar una motocicleta de tres cilindres en línia de 750 cc refrigerada per aigua. Més tard, aquest model fou substituït per una versió de 1.000 cc que va resultar ser un exemple més d'enginyeria innovadora de l'empresa. Tanmateix, cap dels dos models no es va produir en gran quantitat a causa de l'esclat de la Segona Guerra Mundial i de les fallides finances empresarials.
Poc després de la finalització de la guerra, cap al 1946-1947, Scott va rellançar l'Squirrel sota el nom de Scott Flying Squirrel ("esquirol volador"). Disponibles amb motors de 500 o 600 cc, aquests models eren fins i tot més pesats que les versions d'abans de la guerra i eren massa cars per al rendiment que oferien. Les vendes en van ser decebedores.

## Galeria de models

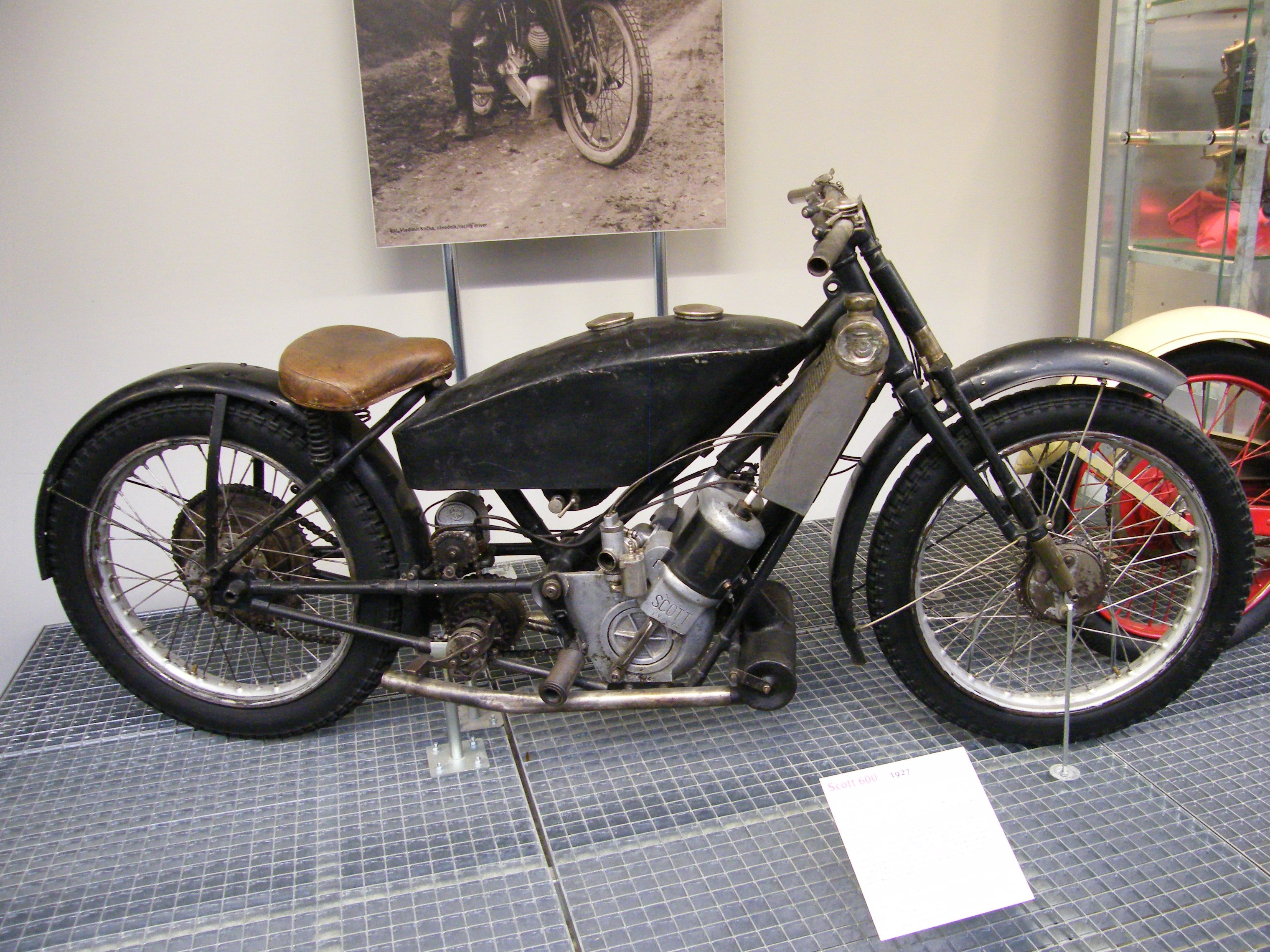
Scott 600 cc de 1927
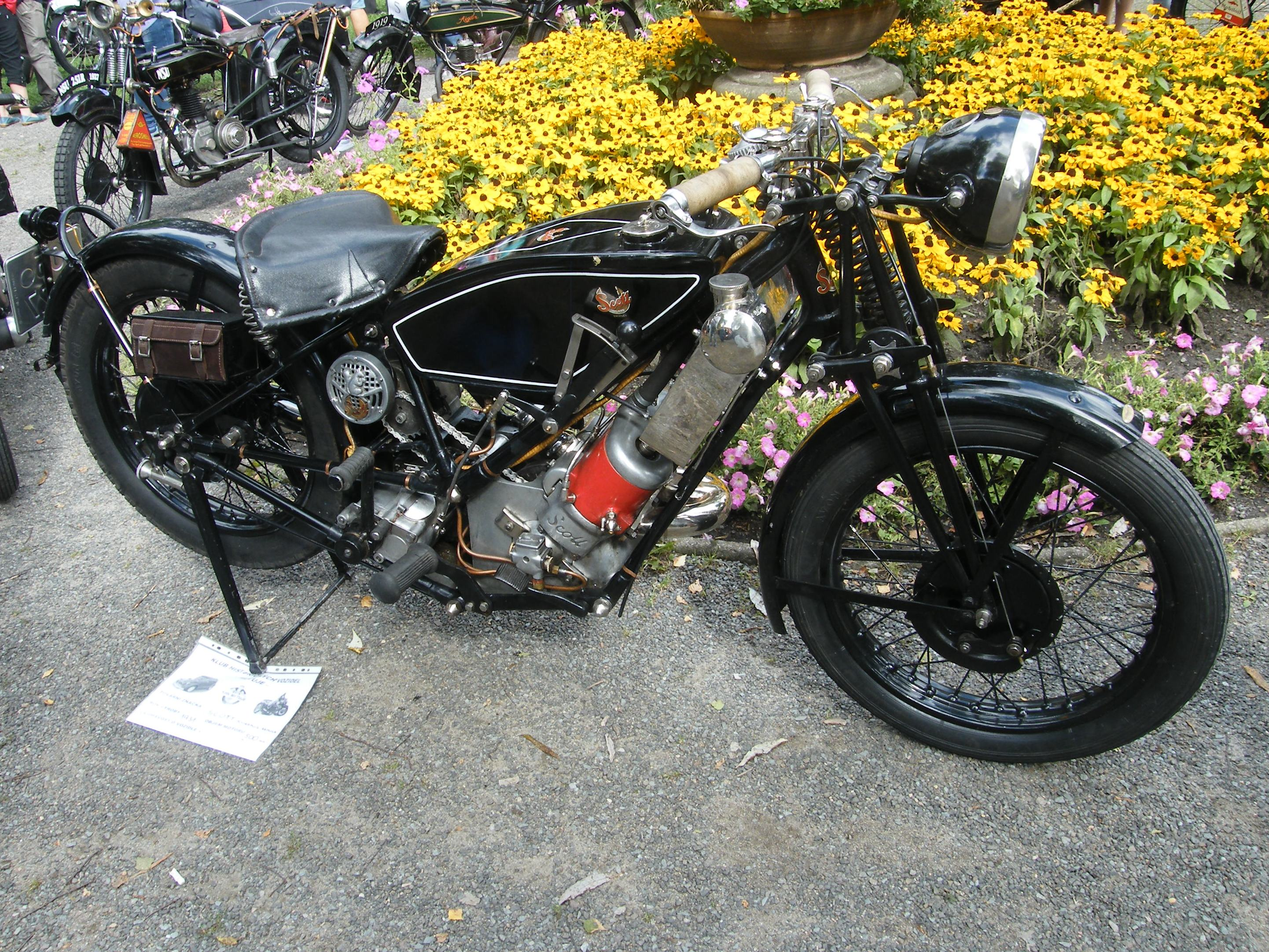
Scott 500 cc de 1931
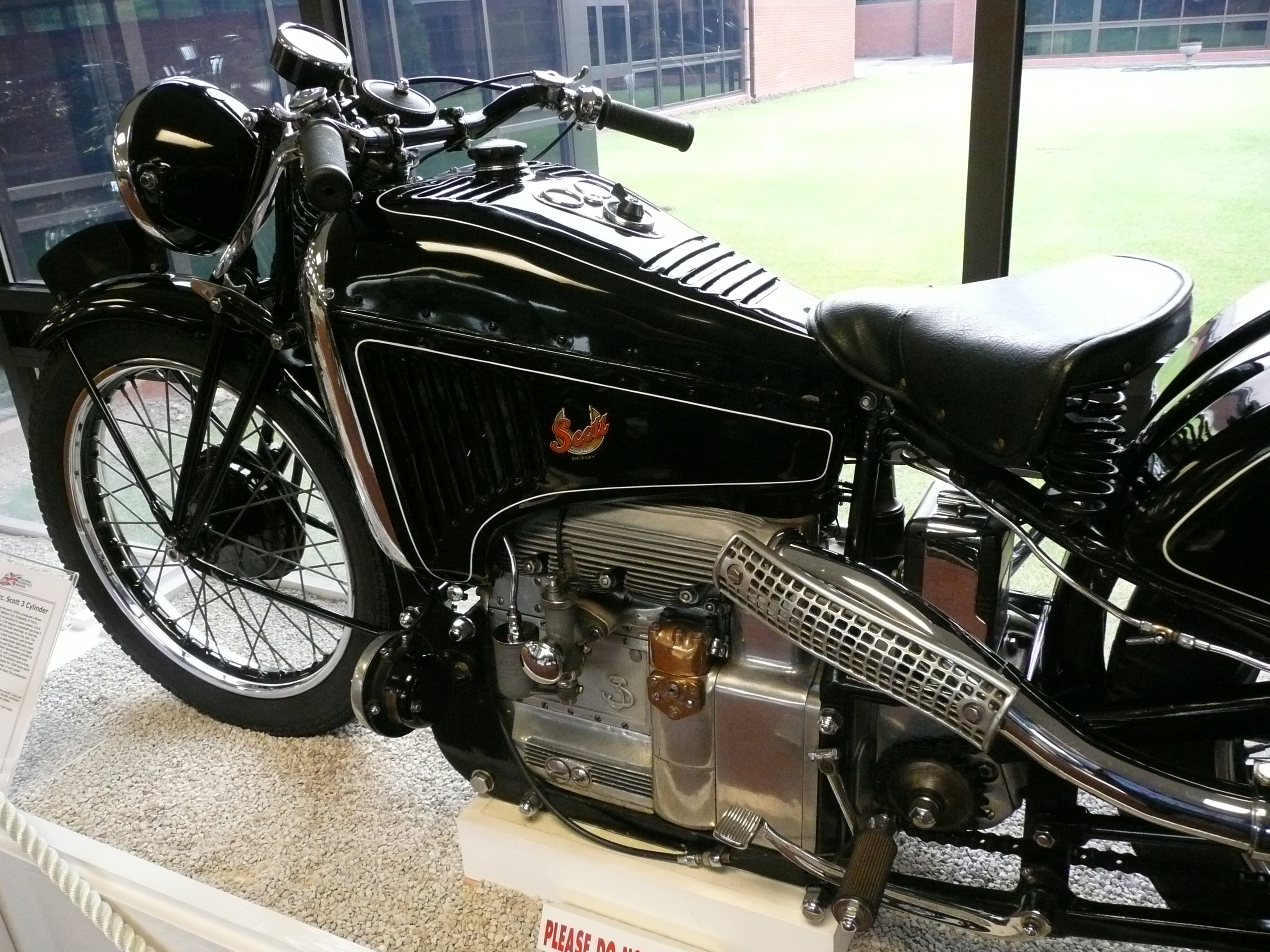
Scott 1.000 cc de 1938
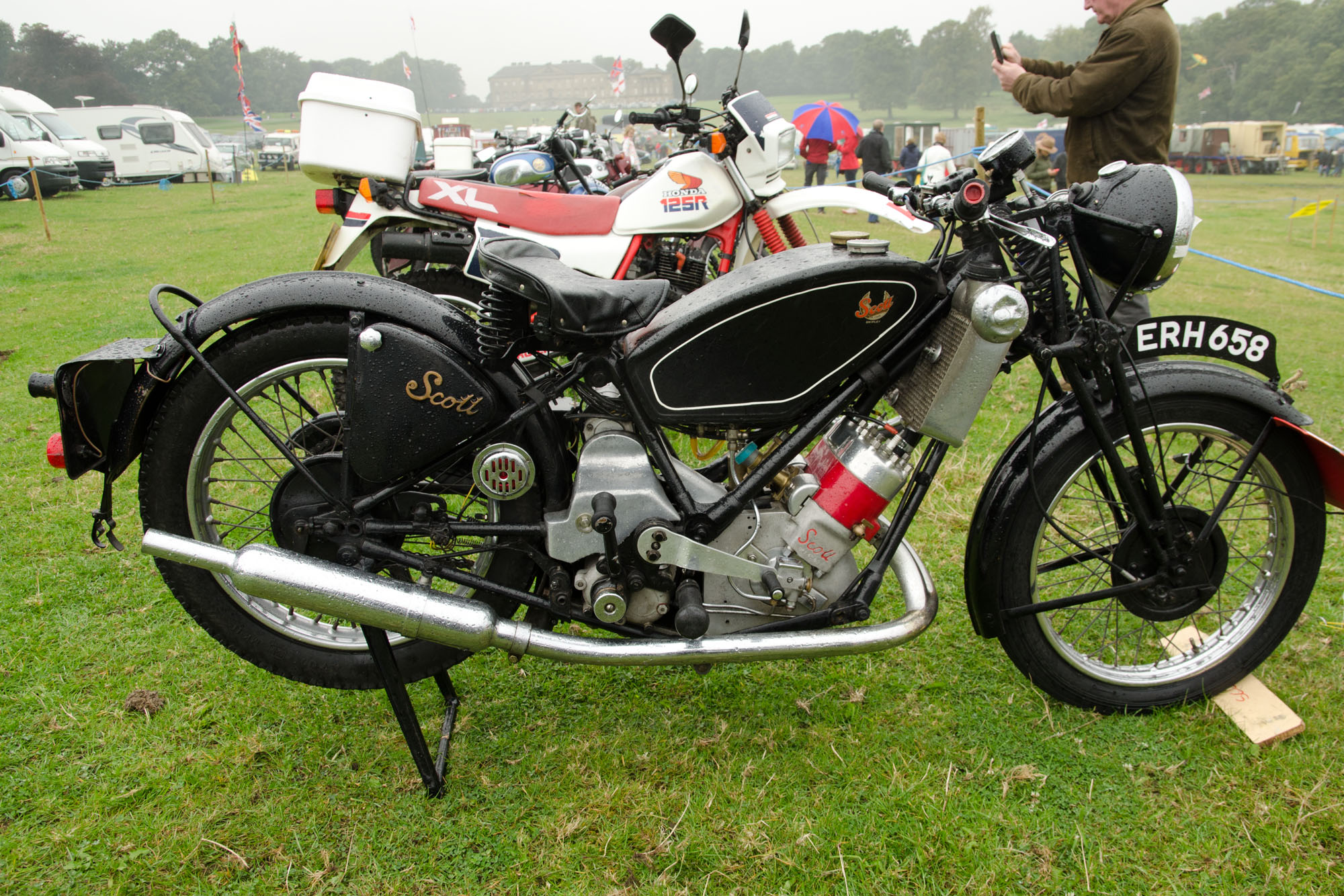
Scott Flying Squirrel 600 cc de 1939
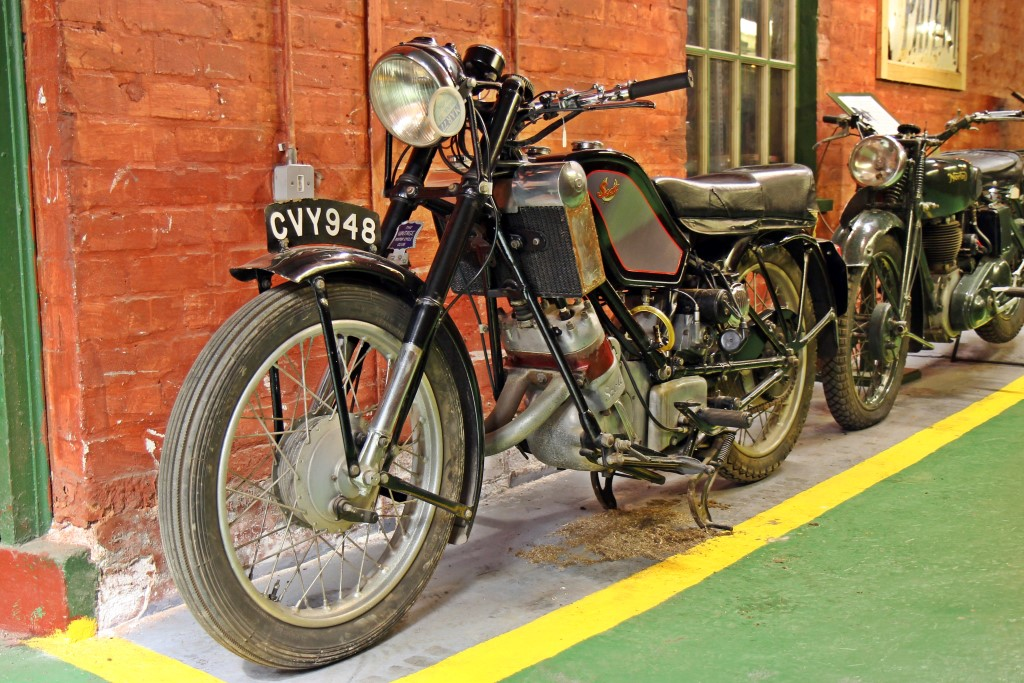
Scott 596 cc de 1947
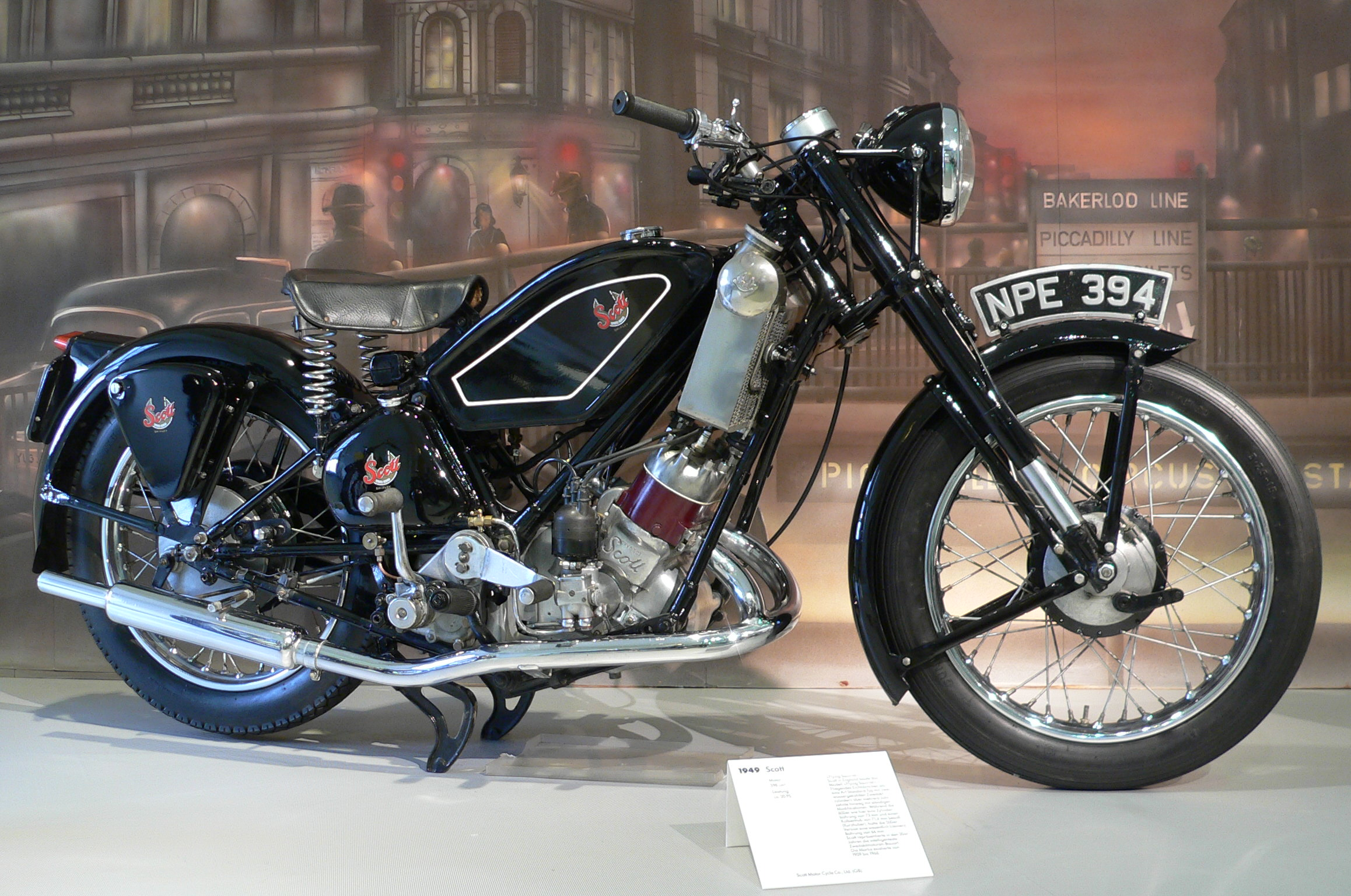
Scott Flying Squirrel de 1949

## Seqüeles

### Les Scott de Birmingham
El 1950, la Scott Motorcycle Company es va liquidar i va ser adquirida pel seguidor de la marca Matt Holder, de l'Aerco Jig and Tool Company de Birmingham. Des dels seus locals a St Mary's Row, Holder, expert argenter, inicialment va continuar produint el mateix model a partir de peces de recanvi fabricades a Shipley. Aquestes "Scott de Birmingham" van ser disponibles fins a la dècada del 1960. El 1956, Holder va iniciar el desenvolupament d'un model de 596 cc amb xassís dúplex i forquilla telescòpica anterior. Quan el fill de Matt, David Holder, va traslladar l'estoc restant a l'antiga fàbrica 'Number 2' de Triumph a Meriden (West Midlands), va trobar que el seu pare havia acumulat una enorme col·lecció de peces originals Scott, entre elles els fars Miller i els silenciadors Burgess. El 1958 la Birmingham Scott es va actualitzar tot canviant-ne el xassís per un amb basculant i la dinamo per un alternador. Es va anunciar un nou model de 493 cc anomenat Scott Swift que mai no va entrar, però, en producció, tot i que Holder va continuar desenvolupant i produint de forma puntual motocicletes Scott fins al 1978.

### El taller de Bulmer

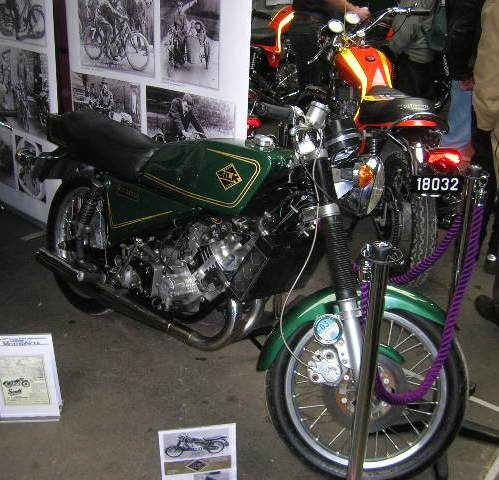
Una Silk Scott dels 70

El fabricant Brian Bulmer es va associar amb el preparador de motors de dos temps Brian Wolley i el pilot Barrie Scully per a desenvolupar una versió de cursa del bicilíndric de 350 cc refrigerat per aire de la Scott de Birmingham. Aquesta moto va establir un rècord a la pujada a Barbon Hill i va arribar als 185,7 km/h en un assaig de la revista Motor Cycling. L'equip també en va desenvolupar una versió de 500 cc refrigerada per aigua de 52 CV, però la competència de les motos japoneses de dos temps va fer que el projecte no s'acabés de desenvolupar.

### Les Silk Scott
Durant la dècada del 1970 va aparèixer la Scott de George Silk. Eren motocicletes fetes a mida de forma puntual -només se'n van fer 22- i es van produir des del tombant de la dècada del 1960 fins al 1975. La Silk Scott duia el vell motor Scott allotjat en un modern xassís Spondon.